# توماس كلايتون
توماس كلايتون (بالإنجليزية: Thomas Clayton) هو قاضي ومحامي وسياسي أمريكي، ولد في 1 يوليو 1777 في مقاطعة سيسيل في الولايات المتحدة، وتوفي في 21 أغسطس 1854 في نيو كاسل في الولايات المتحدة بسبب ذات الرئة. حزبياً، نشط في الحزب الفيدرالي الأمريكي. وقد انتخب عضو مجلس ولاية ديلاوير وانتخب عضو مجلس النواب الأمريكي وانتخب عضو مجلس الشيوخ الأمريكي عن دائرة ديلاوير.